# Johanna Eichmann

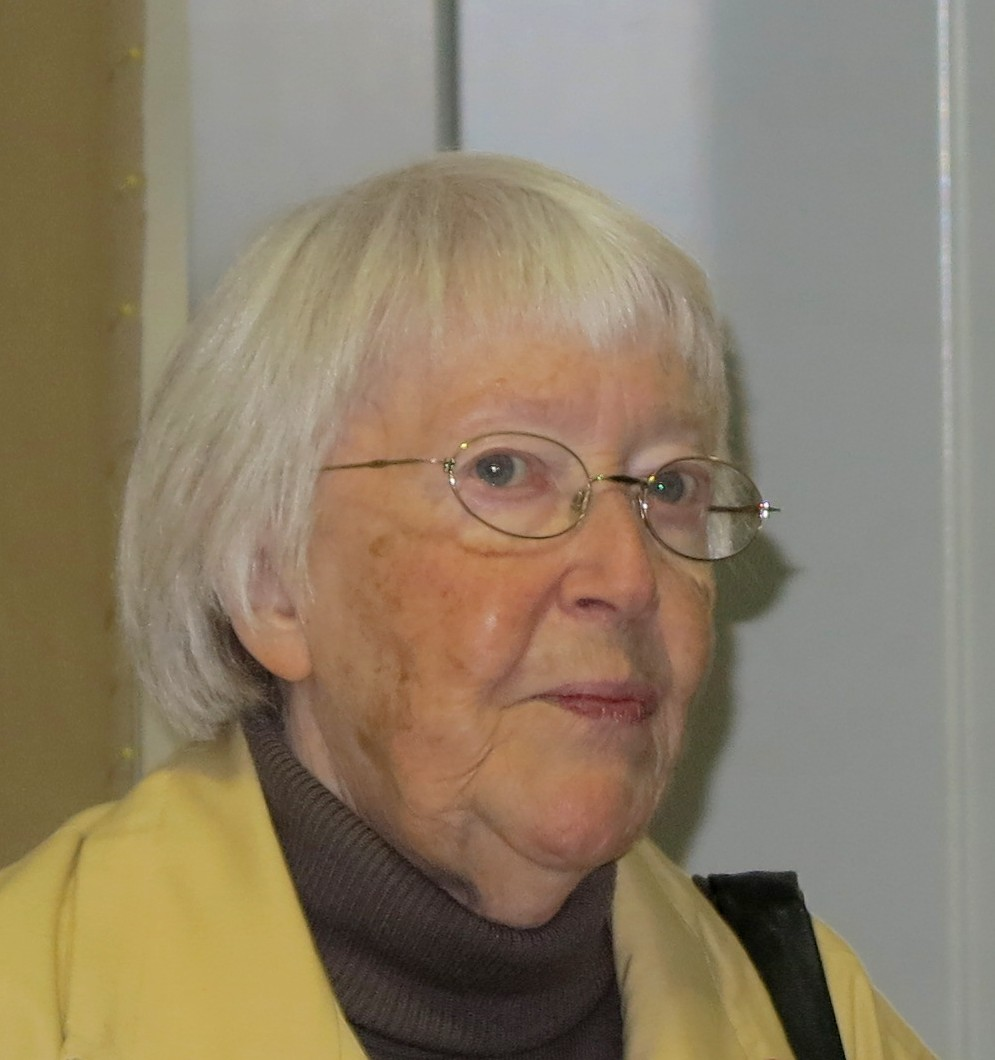
Johanna Eichmann (2012)

Johanna Eichmann OSU (* 24. Februar 1926 in Münster als Ruth Eichmann; † 23. Dezember 2019 in Dorsten) war eine deutsche Ordensfrau aus dem Orden der Ursulinen, Lehrerin und Mitbegründerin des Jüdischen Museums Westfalen in Dorsten.

## Leben
Eichmann war die Tochter der Jüdin Martha Eichmann geb. Rosenthal und des Katholiken Paul Eichmann. Sie erhielt eine jüdische Erziehung, worauf insbesondere ihre Großeltern Wert legten. Ihr Vater war das einzige Familienmitglied, das nicht jüdischen Glaubens war. Dennoch wurde sie 1933 römisch-katholisch getauft. Dies war eine Schutzmaßnahme gegen die Verfolgung durch die Nationalsozialisten. In Recklinghausen, wo sie aufwuchs, wäre ihr sonst der Besuch einer allgemeinen Schule aufgrund einer Verordnung untersagt gewesen.

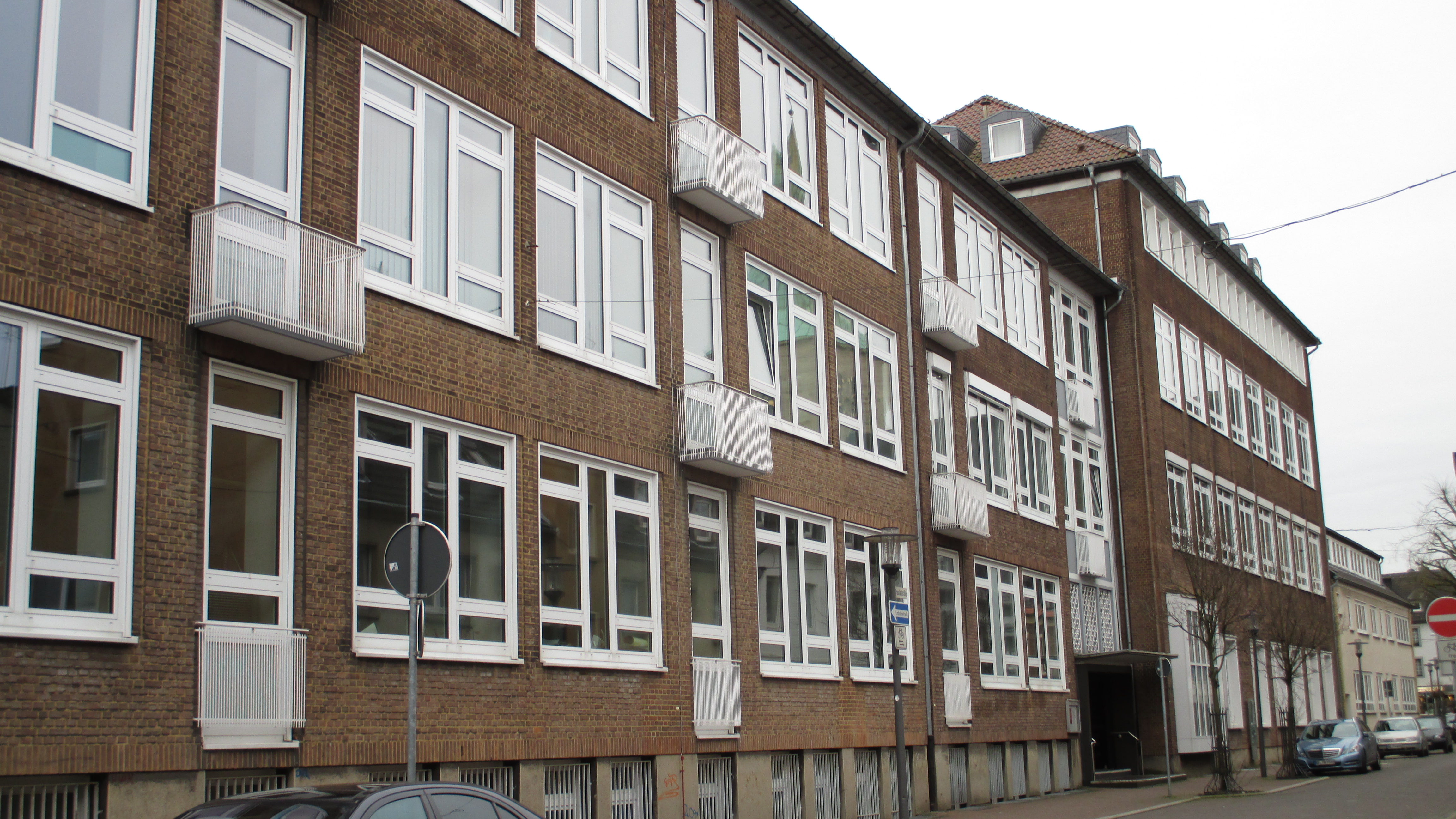
Kloster und Gymnasium St. Ursula in Dorsten

1936 verließ sie die Recklinghäuser Schule und zog ins Internat des Gymnasiums St. Ursula in Dorsten, welches sie bis zur Verstaatlichung 1942 besuchen konnte. Dort war sie vor der Judenverfolgung weitgehend geschützt. Ihre Herkunft wurde von den Ordensschwestern geheim gehalten. 1943 ließ sie sich in Essen zur Dolmetscherin ausbilden und arbeitete dann im französischen Kommissariat in Berlin als Dolmetscherin für Schutz suchende Zwangsarbeiter. Als „Halbjüdin“ musste sie später, von November 1944 bis März 1945, selbst Zwangsarbeit verrichten.
Nach dem Ende des Krieges kehrte Johanna Eichmann ins Ruhrgebiet zurück; ihre Mutter hatte lange unter dem Schutz der „Mischehe“ gestanden, seit 1944 Zwangsarbeit leisten müssen und diese überlebt. Ihr Vater war 1945 bis 1946 von der amerikanischen und britischen Militärregierung ernannter Oberbürgermeister von Marl.
Johanna Eichmann studierte von 1946 bis 1952 in Münster und Toulouse Germanistik und Romanistik. Danach trat sie am 1. November 1952 dem Dorstener Konvent der Ordensgemeinschaft der Ursulinen (Ordo Sanctae Ursulae, dt.: „Gesellschaft der Heiligen Ursula“) bei und wurde 1956 Lehrerin am Gymnasium St. Ursula. Von 1964 bis 1991 war sie dort auch Schulleiterin und führte grundlegende Reformen ein, danach war sie von 1995 bis 2007 Oberin des Dorstener Ursulinenkonvents. Eine ihre Mitschwestern im Kloster war Tisa von der Schulenburg.
1992 begründete sie mit anderen lokalgeschichtlich Aktiven der „Forschungsgruppe Dorsten unterm Hakenkreuz“ das Jüdische Museum Westfalen, dessen ehrenamtliche Leiterin sie bis 2006 war. Eichmann verfasste zahlreiche Schriften über das Judentum in der Region im 19. Jahrhundert und zur Zeit des Nationalsozialismus sowie eine zweibändige Autobiografie.

## Ehrungen und Auszeichnungen
- Bundesverdienstkreuz am Bande des Verdienstordens der Bundesrepublik Deutschland (9. Oktober 1997)[5]
- Verdienstorden des Landes Nordrhein-Westfalen (2006)
- „Vestische Ehrenbürgerin“ des  Kreises Recklinghausen (2007)[6]
- Ehrenbürgerin der Stadt Dorsten (2011)

## Schriften
- mit Wolf Stegemann: Der Davidstern. Zeichen der Schmach – Symbol der Hoffnung. Ein Beitrag zur Geschichte der Juden. Dokumentationszentrum für Jüdische Geschichte und Religion in der früheren Synagogenhauptgemeinde Dorsten im Kreis Recklinghausen, Dorsten 1991. ISBN 3-928676-04-0.
- Ein jüdisches Schicksal zwischen Deutschland und Auschwitz. Kaddisch für meinen Großvater. Evangelische Stadtakademie, Bochum 1992.
- Konvent und Schulen nach 1933. Das Schicksal des Klosters im Nationalsozialismus. In: Peter Hardetert: 300 Jahre Ursulinen in Dorsten: Kloster und St. Ursula-Schulen. Edition Archaea, Gelsenkirchen 1999, S. 135–140.
- mit Norbert Reichling und Thomas Ridder: Von Bar Mizwa bis Zionismus. Jüdische Traditionen und Lebenswege in Westfalen. Hrsg. vom Jüdischen Museum Westfalen. Verlag für Regionalgeschichte, Bielefeld 2007, ISBN 978-3-89534-673-6.
- Du nix Jude, Du blond, Du deutsch. Klartext Verlag, Essen 2011, ISBN 978-3-8375-0519-1.
- Die rote Johanna. Erinnerungen 1952–2012. Hrsg. vom Jüdischen Museum Westfalen. Klartext Verlag, Essen 2013, ISBN 978-3-8375-0867-3.